# 比伯巴赫 (巴伐利亚州)
比伯巴赫是德国巴伐利亚州的一个市镇。总面积36.89平方公里，总人口3408人，其中男性1679人，女性1729人（2011年12月31日），人口密度92人/平方公里。